# Вінзор Маккей
Вінзор Маккей (англ. Winsor McCay; 26 вересня 1867 — 26 липня 1934) — американський карикатурист і аніматор. Маккей вважається піонером анімації, на багато років випередив послідовників за якістю мальованих фільмів і вперше використав технології, що стали стандартом індустрії та популяризовані Волтом Діснеєм та іншими творцями мультфільмів. Найвідомішими роботами Маккея є газетний комікс «Маленький Німо в країні снів» (1905—1914, 1924—1927) і мультфільм «Динозавр Герті» (1914).
Роботи Маккея вплинули на цілі покоління художників та аніматорів, включаючи Жана Жиро, Кріса Вейра, Вільяма Джойса, Білла Воттерсона, Моріса Сендака, Аба Айверкса, Пола Террі, Макса та Дейва Флейшер, Вілліса О'Браяна та Волта Діснея.

## Ранні роки

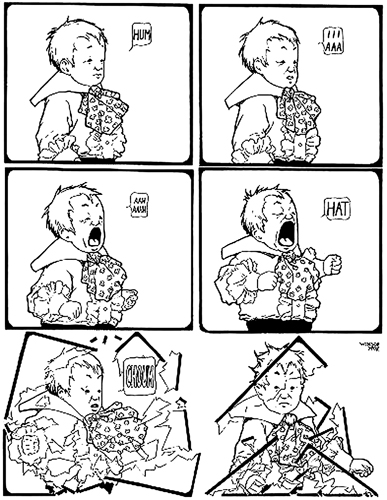
Малюк Семмі чхає.

Вінзор Маккей народився в родині Роберта Маккея (англ. Robert McKay, пізніше змінив прізвище на McCay) та Джанет Мюррей Маккей. Його батько в різний час працював погоничем, бакалійником та торговцем нерухомістю. Точна дата і місце народження Вінзора невідомі — за його словами, це сталося в Спрінг-Лейк, Мічиган, 1871 року, але на могилі написаний 1869 рік, а в даних перепису зазначено, що Маккей народився 1867 року в Канаді. Хлопчик при народженні отримав ім'я Зенас Вінзор Маккей (англ. Zenas Winsor McKay) на честь роботодавця батька Зенаса Дж. Вінзора, але згодом Маккей ім'я Зенас не використовував.
1886 року батьки Вінзора відправили сина в Cleary's Business College в Іпсіланті, Мічиган вчитися на підприємця. Будучи там, Маккей відвідував уроки малювання Джона Гудісона (англ. John Goodison) з Michigan State Normal College (зараз Eastern Michigan University). Гудісон навчив Маккея основам перспективи, що майбутньому художнику згодилося у роботі. Як колишній вітражист, Гудісон привчив Маккея активно використовував колір.

## Кар'єра
1889 року Маккей переїхав у Чикаго, прагнучи вступити до художньої школи, але через брак коштів був змушений замість цього шукати роботу. Він отримав місце в «National Printing and Engraving Company», де виготовляв плакати та займався різьбою по дереву. Двома роками пізніше він переїхав до Цинциннаті та влаштувався художником у «Kohl and Middleton's Vine Street Dime Museum». Водночас Маккей одружився з Мод Леонор Дюфо. 1906 року він почав самостійні виступи на сцені з короткими комічними сценками. В одній з таких постановок, The Seven Ages of Man, він малював дві особи та поступово змінював їх вік.
Першою великою серією коміксів Маккея стала Tales of the Jungle Imps by Felix Fiddle. Її сорок три випуски публікувалися з січня по листопад 1903 року в Cincinnati Enquirer. Комікс був заснований на поемах Дж. Р. Честера, який в той час працював репортером та редактором Enquirer. Комікси розповідали про тварин джунглях та їх способи виживання у ворожому середовищі, наприклад, «Як у слона з'явився хобот» (англ. How the Elephant Got His Trunk) або «Як страус став таким високим» (англ. How the Ostrich Got So Tall).
Комікси  Маленький німо  і  Сни любителя грінок із сиром  розповідали про сни своїх героїв та містили фентезійні образи, покликані відчуття сну. Малюнки Маккея не здобули великої популярності, але завжди знаходили шанувальників завдяки яскравій манері малюнка. Газети того часу були набагато більші за сучасні, і Маккей зазвичай надавалася для роботи половина смуги. У частині фентезійних малюнків єдиним суперником Маккея був Ліонель Фейнінгер, який після завершення кар'єри карикатуриста зайнявся витонченими мистецтвами.
Маккей також створив кілька короткометражних мультфільмів, для яких кожний кадр (зазвичай тисячі штук) малював вручну, іноді залучаючи помічників. Фільми він використовував у виставах на сцені: розповідав короткий вступ, малював, а потім грав з намальованими персонажами, демонструючи різні трюки.
Героїня мультфільму «Динозавр Герті», на думку істориків, стала першою анімаційною зіркою, що була наділена яскравими особистісними якостями та викликала співпереживання публіки. У мультфільмі Герті пустувала, а коли Маккей її лаяв, заливалася сльозами. В кінці фільму вона разом з намальованим двійником Маккея на спині лишала сцену.
Крім серії мультфільмів, заснованих на популярних «греночних» жартах, Маккей зняв анімаційну стрічку «Загибель Лузітанії» (англ. The Sinking of the Lusitania), що зображала епізод Першої світової війни.

## Смерть та спадщина
Вінзор Маккей помер 1934 року і був похований на Cemetery of the Evergreens в Брукліні.
1966 року оригінали багатьох коміксів із серії «Маленький Німо» були виявлені Вуді Гельманом в студії, де працював син Маккея. Більшість малюнків потім виставлялися в Метрополітен-музеї. У 1973 Гельман опублікував колекцію коміксів «Маленький німо» в Італії.

## Комікси
- Tales of the Jungle Imps by Felix Fiddle (1903)
- Little Sammy Sneeze (1904 to 1906)
- Dream of the Rarebit Fiend (1904—1913)
- The Story of Hungry Henrietta (1905)
- A Pilgrim's Progress (1905 to 1910)
- Little Nemo in Slumberland (1905 to 1914)
- Poor Jake (1909 to 1911)

## Фільмографія
- Маленький Німо (1911), інша назва — Winsor McCay, the Famous Cartoonist of the N.Y. Herald and His Moving Comics
- Як діє комар (1912) інша назва — The Story Of A Mosquito
- динозавр Герті (1914)
- The Sinking of the Lusitania (1918)
- Dreams of the Rarebit Fiend: Bug Vaudeville (1921)
- Dreams of the Rarebit Fiend: The Pet (1921)
- Dreams of the Rarebit Fiend: The Flying House (1921)
- The Centaurs (1921)
- Gertie on Tour (1921)
- Flip's Circus (1921)
- The Barnyard Performance (1922—1927?), інші назви — Performing Animals та The Midsummer's Nightmare

## Книги та збірники

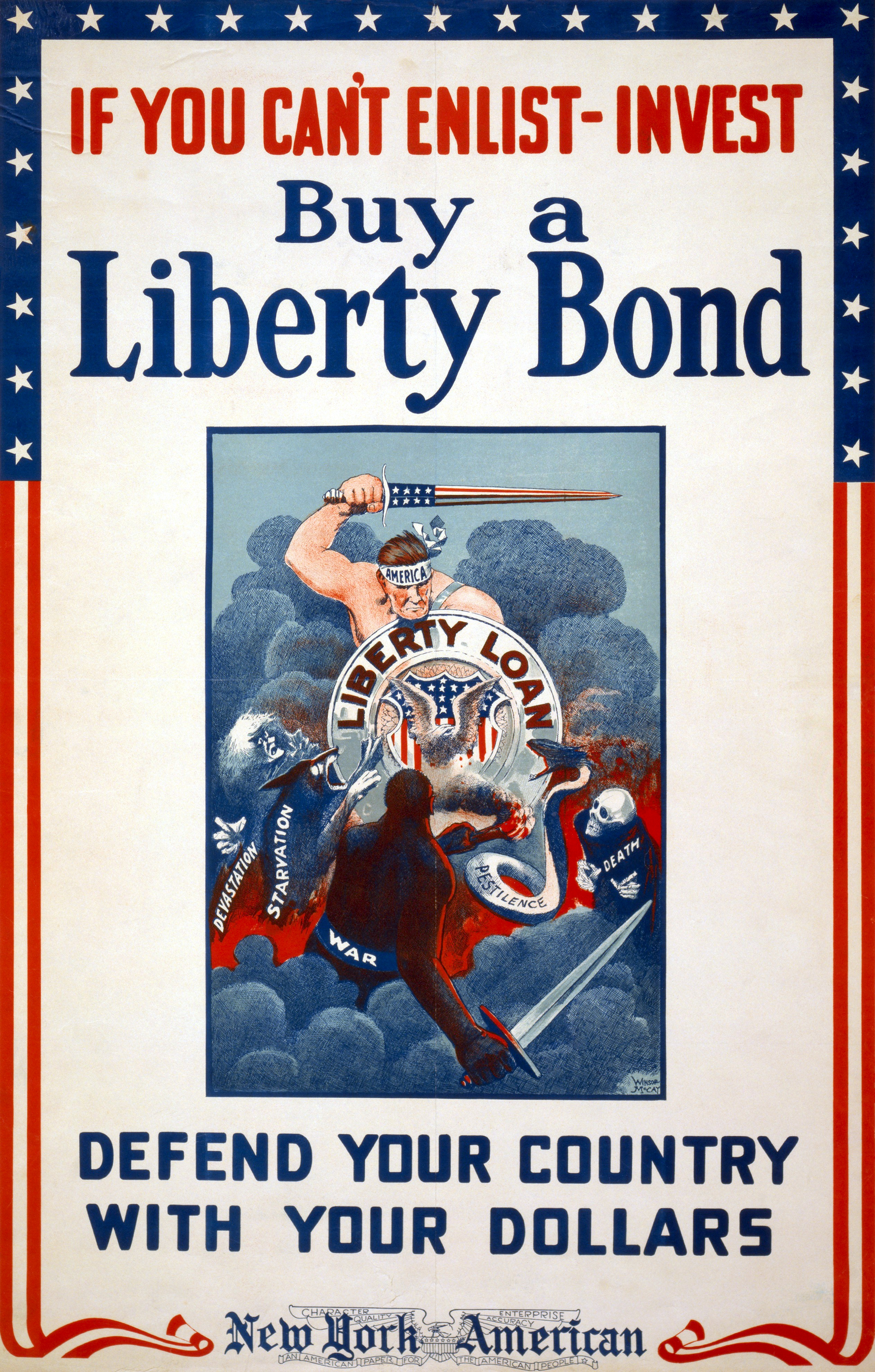
Намальований Маккеєм плакат Першої світової війни, що агітує купувати військові бонди.

- Dreams of a Rarebit Fiend Dover, ISBN 0-486-21347-1
- Little Nemo in the Palace of Ice and Further Adventures Dover, ISBN 0-486-23234-4
- The Complete Little Nemo in Slumberland, Vol. I: 1905—1907 Fantagraphics ISBN 0-930193-63-6
- The Complete Little Nemo in Slumberland, Vol. II: 1907—1908 Fantagraphics ISBN 0-930193-64-4
- The Complete Little Nemo in Slumberland, Vol. III: 1908—1910 Fantagraphics ISBN 1-56097-025-1
- The Complete Little Nemo in Slumberland, Vol. IV: 1910—1911 Fantagraphics ISBN 1-56097-045-6
- The Complete Little Nemo in Slumberland, Vol. V: In the Land of Wonderful Dreams, Part 1: 1911-12 Fantagraphics ISBN 0-924359-35-8
- The Complete Little Nemo in Slumberland, Vol. VI: In the Land of Wonderful Dreams, Part 2: 1913-14 Fantagraphics ISBN 1-56097-130-4
- Little Nemo 1905—1914 Taschen, ISBN 3-8228-6300-9
- The Best of Little Nemo in Slumberland Stewart, Tabori, & Chang, ISBN 1-55670-647-2
- Little Nemo in Slumberland: So Many Splendid Sundays Sunday Press ISBN 0-9768885-0-5
- Little Nemo in Slumberland: Many More Splendid Sundays Sunday Press ISBN 0-9768885-5-6
- Winsor McCay: Early Works, Vol. 1 Checker, ISBN 0-9741664-0-5 («Tales of the Rarebit Fiend» and «Little Sammy Sneeze»)
- Winsor McCay: Early Works, Vol. 2 Checker, ISBN 0-9741664-7-2 (More «Tales of the Rarebit Fiend» and "Little Sammy Sneeze, " "Centaurs, " "Hungry Henrietta, " and editorial illustrations.)
- Winsor McCay: Early Works, Vol. 3 Checker, ISBN 0-9741664-9-9 (More «Tales of the Rarebit Fiend» (1907), "Little Sammy Sneeze, " "A Pilgrim's Progress, " (1907) and editorial illustrations from New York period.)
- Winsor McCay: Early Works, Vol. 4 Checker, ISBN 0-9753808-1-8 (more Dream of the Rarebit Fiend (early 1908), A Pilgrim's Progress (early 1908), various Little Sammy Sneezes, and New York American editorial cartoons.)
- Winsor McCay: Early Works, Vol. 5 Checker, ISBN 0-9753808-2-6 (Dream of the Rarebit Fiend (late 1908), A Pilgrim's Progress (late 1908), Phoolish Phillip (all), Hungry Henrietta (all), and New York American editorial cartoons.)
- Winsor McCay: Early Works, Vol. 6 Checker, ISBN 1-933160-05-5 («Mr Goodenough», Dream of the Rarebit Fiend (late 1908), A Pilgrim's Progress (late 1908), and New York American editorial cartoons.)
- Winsor McCay: Early Works, Vol. 7 Checker, ISBN 1-933160-05-5 (illustrations from New York editorial period, and collection of comic strips.)
- Winsor McCay: Early Works, Vol. 8 Checker, ISBN 1-933160-06-3
- Winsor McCay: Early Works, Vol. 9 Checker, ISBN 978-1-933160-07-8
- Daydreams and Nightmares Fantagraphics, ISBN 1-56097-569-5
- Little Sammy Sneeze Sunday Press ISBN 0-9768885-4-8